# Château d'Audisque
Le château d'Audisque est un château situé sur la commune de Saint-Étienne-au-Mont dans le département du Pas-de-Calais.

## Historique
Le monument fait l’objet d’une inscription au titre des monuments historiques depuis le 29 décembre 1978.
En 2016, le jardin avec ses éléments de structure (murs de soutènement et de clôture, escaliers, balustrades, pièce d’eau), l’allée d’accès avec les murs de clôture et les portails sont inscrits en totalité.